# Kallocain

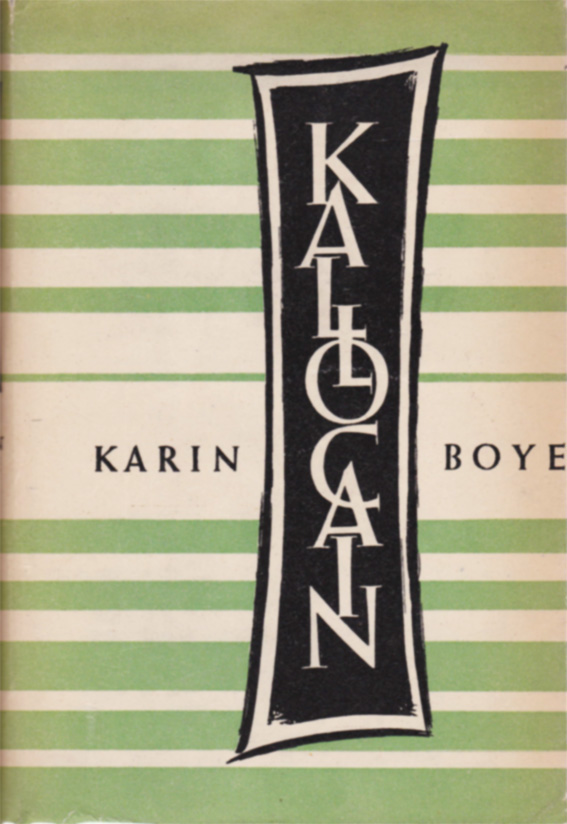
Kallocain, Deutsche Erstausgabe, Büchergilde Gutenberg 1947

Kallocain ist ein 1940 erschienener Roman der schwedischen Schriftstellerin Karin Boye. Kallocain ist eine Dystopie und bezeichnet im fiktiven Romangeschehen ein nach ihrem Erfinder Leo Kall benanntes Wahrheitsserum.

## Die Welt
Der Roman zeichnet ein sehr düsteres Bild der Zukunft: Zwei Supermächte, der Weltstaat einerseits und der Universalstaat andererseits, haben die Erde unter sich aufgeteilt.
Der Held Kall lebt im totalitären Weltstaat, der das Leben seiner Bürger restlos bestimmt. Das Leben der Menschen spielt sich in unterirdischen Städten ab, die Oberfläche darf nur mit Sondergenehmigung betreten werden. Die Städte sind stark spezialisiert, der Roman spielt in Chemiestadt Nummer 4. Die Einwohner gehen einer geregelten Arbeit nach, müssen aber auch zusätzlich (nach Feierabend) mehrmals pro Woche Polizei- oder Militärdienst verrichten.
Die Gesellschaft ist insgesamt extrem militaristisch organisiert: die einzig gebräuchliche Anrede ist „Mitsoldat“ (schwedisch „medsoldat“). Auf Feiern wird nicht getanzt, sondern marschiert.
Dass auch die genormte private Einheitswohnung mit Mikrofonen und Kameras ausgestattet ist, versteht sich von selbst. Die kaum vorhandene Freizeit sowie die genannte Überwachung führt im Übrigen zu einem Absinken der Geburtenrate. Dennoch entstandener Nachwuchs wird von frühester Kindheit an in staatlichen Einrichtungen erzogen. Nach beendeter Ausbildung werden die Jugendlichen je nach Bedarf in andere Städte umgesiedelt, ohne irgendeinen Kontakt zur Familie halten zu können.

## Die Handlung
Das Werk wird aus der Perspektive von Leo Kall in der ersten Person erzählt. Leo Kall ist ein Chemiker, der treu seine Pflichten erfüllt. Er hegt keinerlei regimekritische Ambitionen, sondern hat im Gegenteil eine für den Staat sehr interessante Erfindung gemacht: die blassgrüne Flüssigkeit Kallocain, die als unfehlbares Wahrheitsserum wirkt. Wer sie injiziert bekommt, offenbart jedem Befrager seine geheimsten und innersten Gedanken – und das ohne medizinische Nebenwirkungen.
Der Staat beabsichtigt selbstverständlich, auf diese Weise nach Staatsfeinden zu suchen. Das Problem: Selbst die ersten, freiwilligen Testkandidaten offenbaren verräterische Gedanken – ausnahmslos. Es gibt zwar auch eine echte Sekte von Abweichlern, die von einem friedlichen Zusammenleben träumen, doch diese wird eher zufällig entdeckt.
Im Prinzip läuft die Existenz der Droge darauf hinaus, dass nun jeder versuchen könnte, beliebige Mitsoldaten aus dem Weg zu räumen: eine Denunziation, eine Injektion, ein Geständnis, eine Verurteilung, eine Exekution. In dem Roman wird dargestellt, dass das bereits bestehende und vom Staat geschürte Misstrauen damit vervielfacht werden kann. Denunziert wird unter anderem, um dem Anderen zuvorzukommen, der sonst denunzieren könnte. Leo Kall denunziert seinen  Abteilungsleiter Rissen, da er unter anderem der Überzeugung ist, dieser habe ein Verhältnis mit Kalls Frau Linda.
Ehen sind in der fiktiven Welt dieses Romans eine reine Zweckgemeinschaft – sie dienen der Generierung von Nachwuchs. Für gewöhnlich werden sie geschieden, sobald die Kinder aus dem Haus sind, also mit fünf Jahren, wenn sie ins Erziehungslager eingezogen werden.
Als Kall nun – privat und unbeobachtet – Linda mittels der Droge zu einem Geständnis ihres Verhältnisses bringen will, offenbart ihm diese, dass sie vielmehr echte Gefühle für Kall empfindet, was durchaus ungewöhnlich ist. Sie verzeiht ihm selbst den Einsatz der Droge, und so wollen sie ihr weiteres Leben gemeinsam bestreiten.
Ausgerechnet jetzt wird die Stadt aber von Truppen des Universalstaates erobert und Kall aufgrund seiner Bedeutung als Wissenschaftler verschleppt. Fortan lebt er in Gefangenschaft, die sich jedoch – dies bemerkt er bereits im Prolog des Buches – kaum spürbar von der zuvor gebotenen "Freiheit" unterscheidet. Die Bedeutung des Prologs wird dem Leser jedoch erst mit dem Schluss des Buches offenbar.